# Sergio Llorente
Sergio Antonio Llorente Paz (Madrid, 13 september 1990) is een Spaans basketbalspeler. 

## Clubbasketbal
Llorente stroomde door vanuit de jeugdafdeling van CB Estudiantes. Na een jaar bij tweedeklasser Lobe Huesca kwam hij in de LEB Plata (de derde divisie in het Spaanse basketbal) uit voor Óbila CB en CEBA Guadalajara. Vervolgens kwam hij in de LEB Oro (tweede divisie) uit voor Força Lleida CE, Palma Air Europa en CB Breogán. In 2016 maakte hij bij Bilbao Basket zijn debuut in de Liga ACB, het hoogste niveau in Spanje. Daarop ging hij spelen voor Club Melilla Baloncesto en in januari 2021 trok hij naar het Belgische Spirou Charleroi. Na een maandlange proefperiode in november tekende hij in december bij reeksgenoot Phoenix Brussels, aan het eind van het seizoen verlengde hij met een jaar zijn contract.

## Palmares

### Clubs
CEBA Guadalajara
- Copa LEB Plata (1): 2012/13

## Familie
Sergio is de zoon van ex-basketbalspeler José Luis Llorente. Ook zijn jongere broer Juan speelt basketbal. Hij is de neef van voetballer Marcos Llorente en een achterneef van ex-voetballer Paco Gento.